# Anton Korol
Anton Korol (8 de outubro de 1916 - 21 de dezembro de 1981) foi um piloto alemão da Luftwaffe durante a Segunda Guerra Mundial. Voou 704 missões de combate, nas quais destruiu 99 tanques inimigos e danificou outros 200. Foi abatido quatro vezes durante a sua carreira militar, contudo sobreviveu à guerra.